# Sixpenny Handley
Sixpenny Handley est un village anglais situé dans le Dorset.